# Lajos Haynald
Stephan Franz Ludwig Haynald o Lajos Haynald (Szécsény, 3 de octubre 1816 - Kalocsa, 3 de julio 1891) fue un súbdito húngaro arzobispo de Kalocsa-Bács, naturalista, y cardenal.

## Vida
Completa sus estudios en escuelas secundarias, ingresa al Emericianum de Pozsony (Presburg) en 1830, permaneciendo allí un año. En 1831, estudia Filosofía en Nagyszombat (Tyrnau), Teología en Viena en 1833; y se consagra el 15 de octubre de 1839, y luego recibe el doctorado de Teología en 1841.
Tras un breve periodo al cuidado de almas, será profesor de teología en el Seminario de Esztergom en 1842. El príncipe primado Kopácsy lo designa su secretario en 1846, pero antes de entrar en el desempeño de ese cargo, lo envió al extranjero a estudiar formación de pastores y administración eclesiástica. Probablemente Haynald haya sido el primer húngaro en estudiar tales temas en países extranjeros. La mayor parte de su tiempo en esa misión lo pasó en París.
A su retorno fue designado canciller-director del príncipe-primado, en 1848. Al proclamar el Parlamento de Hungría su independencia el 14 de abril de 1849, Haynald se negó a publicar esa declaración, con la consecuencia de perder su cargo, tras lo cual regresó a su lugar natal Szécsény. Al cierre de la "guerra revolucionaria", fue reincorporado a su oficina; y el 15 de septiembre de 1851, fue designado coadjutor del obispo de Transilvania, Nicholas Kovács, al que sucedió el 15 de octubre de 1852.
En 1860, con la publicación del diploma de su ordenación en octubre, Haynald resultó uno de los campeones de la unión de Transilvania con Hungría. Sus opiniones políticas y esas actividades lo pusieron en conflicto con el gobierno vienés. El conde Francis Nádasdy, director de la Cancillería de Transilvania, acusó a Haynald de deslealtad. Haynald fue a Viena a presentar un memorial expresando sus opiniones políticas. A pesar de ello, las disidencias entre el Gobierno y Haynald continuaron, dando lugar a la renuncia de Haynald en 1864. El Papa Pío IX lo llamó a Roma y lo designó titular del Arzobispado de Cartago.
Hasta 1867 permaneció en Roma como miembro de la "Congregación de Asuntos Extraordinarios Eclesiásticos". Luego de restaurada la Constitución de Hungría, Haynald fue designado Arzobispo de Kalocsa-Bács, en 1867, a instancias del barón Joseph Eötvös.
Jugó un importante rol en el Concilio Vaticano I de 1870, siendo, con George Strossmayer, obispo de Diakovár, uno de los más fervientes oponentes al dogma de la infalibilidad papal, a pesar de que presentó el decreto al Consejo. El papa León XIII hizo a Haynald cardenal, en 1879.
Como obispo y arzobispo, fue ánimo suyo el de dirigir principalmente la disciplina eclesiástica y de elevar el nivel de estudios en las escuelas públicas. Su herencia ascendió a casi cinco millones de gulden (florines neerlandeses). Cuando todavía era un joven sacerdote, se dedicó a la botánica, realizando una gran colección de plantas y de libros, que actualmente se encuentran en posesión del Museo Nacional Húngaro. La Academia de Ciencias de Hungría lo hizo su miembro honorario.
- La abreviatura «Haynald» se emplea para indicar a Lajos Haynald como autoridad en la descripción y clasificación científica de los vegetales.[1]

## Literatura
- Walter Lack. 2005. Kardinal Lajos Haynald als Mäzen der Botaniker in Wien und Berlin. Ann. Naturhist. Mus. Wien 106 B: 227-235

- Ascherson, P. 1893. Cardinal Haynald. Nachruf (Vorgetragen auf der Herbst-Hauptversammlung am 10. October 1891). Verh. Bot. Vereins Prov. Brandenburg 34: L - LVI

- Haeberlin, C. 1891. Ludwig von Haynald. Leopoldina 27: 165 - 170, 180 - 184

- Kanitz, A. 1890. Cardinal-Erzbischof Dr. L. Haynald als Botaniker. Zur Feier seines 50 jährigen Priesterjubiläums. Ung. Revue 10: 1 - 20

- Knapp, J. A. 1891. Nachruf an Cardinal Haynald, gehalten in der Versammlung am 7. October 1891. Verh. K. K. Zool. - Bot. Ges. Wien 41: 785 - 790